# Firestone (bài hát)
"Firestone" là một bài hát của DJ và nhà sản xuất thu âm người Na Uy Kygo. Bài hát có sự hợp tác từ ca sĩ người Úc Conrad Sewell. Nhạc và lời của bài hát được viết bởi nhạc sĩ người Hà Lan Martijn Konijnenburg, lấy cảm hứng từ một tấm biển quảng cáo của hãng Firestone mà anh thấy ở Venice, California. Nó được phát hành vào ngày 1 tháng 12 năm 2014 và đạt tới vị trí thứ nhất trên bảng xếp hạng Norwegian Singles Chart và trở thành một bản hit toàn cầu cho Kygo trên nhiều bảng xếp hạng khác. Birdy đã trình diễn một bản cover của bài hát trong chương trình Live Lounge của đài BBC Radio 1.

## Danh sách bài hát
| Tải kỹ thuật số | Tải kỹ thuật số                         | Tải kỹ thuật số |
| STT             | Nhan đề                                 | Thời lượng      |
| --------------- | --------------------------------------- | --------------- |
| 1.              | "Firestone" (hợp tác với Conrad Sewell) | 4:32            |

| Tải kỹ thuật số – Brazil Version | Tải kỹ thuật số – Brazil Version                                | Tải kỹ thuật số – Brazil Version |
| STT                              | Nhan đề                                                         | Thời lượng                       |
| -------------------------------- | --------------------------------------------------------------- | -------------------------------- |
| 1.                               | "Firestone" (hợp tác với Conrad Sewell)                         | 4:33                             |
| 2.                               | "Firestone (Fireworks Version)" (hợp tác với Conrad Sewell)     | 3:56                             |
| 3.                               | "Firestone (Live Acoustic Version)" (hợp tác với Conrad Sewell) | 3:46                             |

## Xếp hạng và chứng nhận
| Bảng xếp hạng (2014–15)                         | Vị trí xếp hạng cao nhất |
| ----------------------------------------------- | ------------------------ |
| Úc (ARIA)                                       | 10                       |
| Áo (Ö3 Austria Top 40)                          | 5                        |
| Bỉ (Ultratop 50 Flanders)                       | 4                        |
| Bỉ (Ultratop 50 Wallonia)                       | 5                        |
| Canada (Canadian Hot 100)                       | 64                       |
| Cộng hòa Séc (Rádio Top 100)                    | 1                        |
| Cộng hòa Séc (Singles Digitál Top 100)          | 5                        |
| Đan Mạch (Tracklisten)                          | 6                        |
| Phần Lan (Suomen virallinen lista)              | 3                        |
| Pháp (SNEP)                                     | 5                        |
| France Streaming Songs (SNEP)                   | 9                        |
| Trường songid là BẮT BUỘC CHO BẢNG XẾP HẠNG ĐỨC | 3                        |
| Hungary (Dance Top 40)                          | 8                        |
| Hungary (Rádiós Top 40)                         | 1                        |
| Hungary (Single Top 40)                         | 4                        |
| Ireland (IRMA)                                  | 6                        |
| Ý (FIMI)                                        | 4                        |
| Leban (Lebanese Top 20)                         | 1                        |
| Mexico (Top 100 AMPROFON)                       | 70                       |
| Hà Lan (Dutch Top 40)                           | 3                        |
| Hà Lan (Single Top 100)                         | 4                        |
| New Zealand Heatseekers (RMNZ)                  | 9                        |
| Na Uy (VG-lista)                                | 1                        |
| Ba Lan (Polish Airplay Top 100)                 | 1                        |
| Scotland (OCC)                                  | 5                        |
| Slovakia (Rádio Top 100)                        | 2                        |
| Slovakia (Singles Digitál Top 100)              | 6                        |
| Tây Ban Nha (PROMUSICAE)                        | 6                        |
| Thụy Điển (Sverigetopplistan)                   | 2                        |
| Thụy Sĩ (Schweizer Hitparade)                   | 4                        |
| Anh Quốc (OCC)                                  | 8                        |
| Anh Quốc Dance (OCC)                            | 1                        |
| Hoa Kỳ Billboard Hot 100                        | 92                       |
| Hoa Kỳ Hot Dance/Electronic Songs (Billboard)   | 8                        |
| Hoa Kỳ Pop Airplay (Billboard)                  | 35                       |

| Bảng xếp hạng (2015)               | Vị trí xếp hạng cao nhất[A] |
| ---------------------------------- | --------------------------- |
| Phần Lan (Suomen virallinen lista) | 7                           |

| Bảng xếp hạng (2015)                 | Vị trí |
| ------------------------------------ | ------ |
| Úc (ARIA)                            | 37     |
| Đức (Official German Charts)         | 10     |
| Ý (FIMI)                             | 9      |
| Ba Lan (ZPAV)                        | 10     |
| UK Singles (Official Charts Company) | 22     |

| Quốc gia                                                                                              | Chứng nhận  | Số đơn vị/doanh số chứng nhận |
| --- | ----------- | ----------------------------- |
| Úc (ARIA)                                                                                             | 3× Bạch kim | 210.000^                      |
| Bỉ (BEA)                                                                                              | Bạch kim    | 20.000‡                       |
| Đức (BVMI)                                                                                            | Bạch kim    | 400,000‡                      |
| Ý (FIMI)                                                                                              | 4× Bạch kim | 200,000‡                      |
| New Zealand (RMNZ)                                                                                    | Bạch kim    | 0*                            |
| Na Uy (IFPI)                                                                                          | 5× Bạch kim | 50,000‡                       |
| Tây Ban Nha (PROMUSICAE)                                                                              | Vàng        | 20,000‡                       |
| Thụy Điển (GLF)                                                                                       | 5× Bạch kim | 200,000‡                      |
| Anh Quốc (BPI)                                                                                        | Bạch kim    | 600,000‡                      |
| Hoa Kỳ (RIAA)                                                                                         | Vàng        | 500.000‡                      |
| Tổng doanh số:                                                                                        |             | 1,925,000                     |
| ^ Chứng nhận dựa theo doanh số nhập hàng. ‡ Chứng nhận dựa theo doanh số tiêu thụ và phát trực tuyến. |             |                               |

## Lịch sử phát hành
| Khu vực | Ngày                | Định dạng       | Nhãn đĩa   |
| ------- | ------------------- | --------------- | ---------- |
| Na Uy   | 1 tháng 12 năm 2014 | Tải kỹ thuật số | Ultra Sony |